# Protonebula cupreata
Protonebula cupreata är en fjärilsart som beskrevs av Moore 1867. Protonebula cupreata ingår i släktet Protonebula och familjen mätare. Inga underarter finns listade i Catalogue of Life.